# Edward Brajewski
Edward Brajewski vel Pączek (ur. 18 lutego 1894 we Lwowie, zm. 16 września 1939 w Janowie Lubelskim) – major piechoty Wojska Polskiego.

## Życiorys
Urodził się we Lwowie, w rodzinie Wawrzyńca i Katarzyny (Antoniny) .
8 sierpnia 1914 wstąpił do Legionów Polskich. Od 12 maja 1915 służył w 5. kompanii II baonu 4 Pułku Piechoty. Od 12 sierpnia tego roku pełnił funkcję sekcyjnego. W lipcu 1917, po kryzysie przysięgowym, wstąpił do Polskiego Korpusu Posiłkowego. Służył jako plutonowy w taborach technicznych 3 Pułku Piechoty. Po bitwie pod Rarańczą (15–16 lutego 1918) został internowany w miejscowości Bustyaháza, a 12 kwietnia tego roku wcielony do c. i k. Armii, i wysłany na front włoski .
12 czerwca 1919, jako podoficer byłych Legionów Polskich został mianowany z dniem 1 czerwca tego roku podporucznikiem piechoty. Służył wówczas w 4 Pułku Piechoty Legionów. 1 czerwca 1921, w stopniu porucznika, pełnił służbę w Komendzie Placu Radom, a jego oddziałem macierzystym był nadal 4 pp Leg. 3 maja 1922 został zweryfikowany w stopniu kapitana ze starszeństwem z 1 czerwca 1919 i 1432. lokatą w korpusie oficerów piechoty. Później został przeniesiony do 45 Pułku Piechoty Strzelców Kresowych w Równem.
18 lutego 1928 został mianowany majorem ze starszeństwem z 1 stycznia 1928 i 121. lokatą w korpusie oficerów piechoty. W kwietniu tego roku został przeniesiony do 26 Pułku Piechoty we Lwowie na stanowisko obwodowego komendanta Przysposobienia Wojskowego. W sierpniu 1929 został przesunięty na stanowisko dowódcy batalionu, a w listopadzie 1931 na stanowisko kwatermistrza. W kwietniu 1934 został zwolniony z zajmowanego stanowiska i oddany do dyspozycji dowódcy Okręgu Korpusu Nr VI, a z dniem 31 lipca tego roku przeniesiony w stan spoczynku.
Zmarł 16 września 1939 w Janowie Lubelskim. Został pochowany na cmentarzu przy ul. Bialskiej .

## Ordery i odznaczenia
- Krzyż Niepodległości (6 czerwca 1931)[17]
- Krzyż Walecznych (czterokrotnie)[18]
- Złoty Krzyż Zasługi[18]
- Brązowy Medal Waleczności (Austro-Węgry)[2]